# Wuhan (higo)
 'Wuhan' es un cultivar de higuera de tipo higo común Ficus carica bífera, de higos de piel color violeta. Higo cultivado en huertos familiares muy popular en China. En América del Norte son capaces de ser cultivadas en USDA Hardiness Zones 8B a más cálida.

## Sinonimia
- „Sin sinónimos“,[4][5][6]

## El cultivo de los higos en China
Dentro del ranking mundial de producción de higos, la producción de China ocupa el puesto número 14. Según las producciones del año 2016, entre los quince países mayores productores mundiales se encuentran Turquía como el mayor productor de higos del mundo con 305,450 toneladas, Egipto es el segundo con 167,622 tn., Argelia con 131.798 tn., Irán 70.178 tn., Marruecos 59881 tn., Siria 43098 tn., Estados Unidos 31600 tn., Brasil 26910 tn., España 25224 tn., Túnez el décimo con 22500 tn., Albania 20902 tn., India 14798 tn., Japón 14341 tn., China el decimocuarto con 14324 tn., e 
Italia el decimoquinto con 11297 tn.
La principal zona de producción de higos verdes en China es la península de Shandong. Los higos verdes tienen una superficie de producción muy extendida. En el norte del país lo más habitual es el cultivo protegido, mientras que en el sur la mayoría se cultiva al aire libre. En los últimos años, con el crecimiento de la demanda de higos, ha crecido también la superficie de cultivo. Se estima que la producción total se eleve un 20% en 2017 con respecto al año anterior. Esto coincide con el aumento diario de la demanda en el mercado, por lo que los precios al consumo se han mantenido estables”, explica Chen Junmiao, de la empresa « “Beijing Guoran Guomei Trading” ».
“La empresa cuenta con un campo de demostración con instalaciones estándares en Pekín, en el distrito turístico de Tiankai Huahai, cuya superficie se pretende ampliar hasta alcanzar 6.666 hectáreas. Allí se cultivan 13 variedades de higos con diferentes formas y colores, y los clientes pueden observar el cultivo ecológico y el proceso de cultivo. Además, la empresa tiene otros 9 terrenos de cultivo en Hebei, Tianjin, Pekín, Shandong y Henan. En estos momentos, la superficie total asciende a 86 hectáreas, con una producción anual de 1,75 millones de kilos. La temporada de producción va de junio hasta que acaba el año y se puede prolongar a 8 meses, lo que significa unos 240 días de cosecha“.

## Características
Las higueras 'Wuhan' se pueden cultivar en USDA Hardiness Zones 8B a más cálida, también es posible cultivarlo y que de frutos en contenedores para patios, lo que le hace ideal para cultivar en zonas muy frías. La resistencia al frío es bastante fuerte. No se ha observado ningún daño relacionado con el frío después de más de dos semanas a -15 °C por la noche y -10 °C durante el día
'Wuhan' es un higo globoso redondeado, muy dulce de miel de un color de piel violeta con una cosecha de brevas temprano. La pulpa tiene un color ambarino que cuando está muy maduro adquiere tonos más intensos rojizos. El ostiolo se abre en forma de estrella cuando madura.

## Cultivo
'Wuhan' se cultiva sobre todo en huertos familiares. La producción de higo en China está muy repartida y se considera una fruta poco común. Debido a su sabor dulce y a su aroma, en los últimos años han ido ganando popularidad.